# Gran Premio di Monaco 1976
Il Gran Premio di Monaco 1976 è stata la sesta prova della stagione 1976 del Campionato mondiale di Formula 1. Si è corsa domenica 30 maggio 1976 sul Circuito di Montecarlo. La gara è stata vinta dall'austriaco Niki Lauda su Ferrari; per il vincitore si trattò dell'undicesimo successo nel mondiale. Ha preceduto sul traguardo il sudafricano Jody Scheckter e il francese Patrick Depailler entrambi su Tyrrell-Ford Cosworth.

## Vigilia

### Aspetti tecnici
Il circuito venne modificato alla Sainte Devote e all'ultima curva. Nel primo caso venne rallentata la velocità delle vetture con una curva più marcata verso sinistra, come richiesto dalla commissione di sicurezza dei piloti già nell'anno precedente. La Rascasse invece venne ingrandita e ritardata in modo da rendere più sicura l'entrata ai box. Le tribune eliminate da tali modifiche vennero sostituite da una nuova struttura presso la curva del Tabaccaio, e da altre in altri punti del tracciato. Alcuni piloti, tra cui Jacky Ickx e Clay Regazzoni criticarono queste modifiche.
Il ticinese affermò:
Arturo Merzario invece sottolineò la bontà delle modifiche e di come la nuova Santa Devota rallentasse le vetture prima dell'ascesa verso il Casinò.

### Aspetti sportivi
Ridotto il numero di partecipanti visto che, come da tradizione, a Monaco venivano qualificate solo venti vetture. Non partecipò la RAM, mentre la Copersucar e la Hesketh presentarono una sola vettura: nel primo caso per Fittipaldi, nel secondo per Ertl. Saltò la gara anche Mario Andretti, impegnato nella 500 Miglia di Indianapolis. La Lotus non lo sostituì con nessun altro pilota. Si rivide però Henri Pescarolo, che ebbe a disposizione una Surtees del team Norev. Il francese, che nel 1975 era stato iscritto al gran premio ma non vi partecipò per l'indisponibilità della vettura (sempre una Surtees), mancava dalla F1 dal Gran Premio d'Italia 1974, corso al volante di una BRM.
Il gran premio rappresentò il 200º per la Lotus come casa costruttrice. La casa di Colin Chapman aveva fatto il suo esordio nel Gran Premio di Monaco 1958 e aveva vinto all'epoca 57 gp iridati, seconda alla sola Scuderia Ferrari, aveva ottenuto 67 pole, 50 giri veloci, 103 podii, 6 campionato mondiali costruttori e 5 piloti.

## Qualifiche

### Resoconto
Nella prima giornata di prove fu Niki Lauda a far segnare il tempo migliore in 1'30"38, di 4 secondi più alto di quanto fatto segnare l'anno precedente, ciò a causa delle modifiche apportate al tracciato. Il ferrarista precedette i due piloti della Tyrrell Jody Scheckter e Patrick Depailler. Il francese però non poté partecipare alla seconda ora di prove per un guasto al cambio. La conformazione del tracciato preoccupava i tecnici della casa inglese per le grandi sollecitazioni che provocava al sistema della trasmissione. L'altro ferrarista, Clay Regazzoni, chiuse col quarto tempo e fu involontario protagonista di un incidente, quando venne spinto contro le barriere da Gunnar Nilsson su Lotus. Altro incidente anche per Vittorio Brambilla della March. La Copersucar di Emerson Fittipaldi fu danneggiata da un principio d'incendio ai box.
Anche al sabato Lauda confermò la pole (ventesima nel mondiale di F1), scendendo a 1'29"65, precedendo di 26 centesimi il suo compagno di scuderia, Clay Regazzoni. Il tempo attribuito all'elevetico non venne rilevato dai tecnici della Ferrari, tanto che si prospettò l'ipotesi che in realtà fosse stato fatto segnare dallo stesso Lauda. In seconda fila s'inseri Ronnie Peterson della March, che abbassò di circa tre secondi il tempo fatto al giovedì, e precedette così le due Tyrrell. Emerson Fittipaldi conquistò la quarta fila, mentre James Hunt, che nella prima parte della stagione aveva colto diverse pole, chiuse solo in settima fila. Brambilla scontò altri problemi tecnici al cambio, mentre la Brabham di Carlos Reutemann si fermò sulla pista con una batteria ormai fuori uso. Reutemann fu anche l'ultimo dei qualificati. Tra gli altri non si qualificò, per la seconda volta consecutiva, Jacky Ickx. Merzario fu invece penalizzato da un'uscita di pista alla mattina, che rovinò la vettura e non gli consentì di completare le prove.

### Risultati
Nella sessione di qualifica si è avuta questa situazione:
| Pos | Nº | Pilota             | Costruttore                 | Tempo   | Griglia |
| --- | -- | ------------------ | --------------------------- | ------- | ------- |
| 1   | 1  | Niki Lauda         | Ferrari                     | 1'29"65 | 1       |
| 2   | 2  | Clay Regazzoni     | Ferrari                     | 1'29"91 | 2       |
| 3   | 10 | Ronnie Peterson    | March-Ford Cosworth         | 1'30"08 | 3       |
| 4   | 4  | Patrick Depailler  | Tyrrell-Ford Cosworth       | 1'30"33 | 4       |
| 5   | 3  | Jody Scheckter     | Tyrrell-Ford Cosworth       | 1'30"55 | 5       |
| 6   | 34 | Hans-Joachim Stuck | March-Ford Cosworth         | 1'30"60 | 6       |
| 7   | 30 | Emerson Fittipaldi | Copersucar-Ford Cosworth    | 1'31"39 | 7       |
| 8   | 26 | Jacques Laffite    | Ligier-Matra                | 1'31"46 | 8       |
| 9   | 9  | Vittorio Brambilla | March-Ford Cosworth         | 1'31"47 | 9       |
| 10  | 17 | Jean-Pierre Jarier | Shadow-Ford Cosworth        | 1'31"65 | 17      |
| 11  | 12 | Jochen Mass        | McLaren-Ford Cosworth       | 1'31"67 | 11      |
| 12  | 22 | Chris Amon         | Ensign-Ford Cosworth        | 1'31"75 | 12      |
| 13  | 8  | Carlos Pace        | Brabham-Alfa Romeo          | 1'31"81 | 13      |
| 14  | 11 | James Hunt         | McLaren-Ford Cosworth       | 1'31"88 | 14      |
| 15  | 16 | Tom Pryce          | Shadow-Ford Cosworth        | 1'31"98 | 15      |
| 16  | 6  | Gunnar Nilsson     | Lotus-Ford Cosworth         | 1'32"10 | 16      |
| 17  | 28 | John Watson        | Penske-Ford Cosworth        | 1'32"14 | 17      |
| 18  | 21 | Michel Leclère     | Wolf Williams-Ford Cosworth | 1'32"17 | 18      |
| 19  | 19 | Alan Jones         | Surtees-Ford Cosworth       | 1'32"33 | 19      |
| 20  | 7  | Carlos Reutemann   | Brabham-Alfa Romeo          | 1'32"43 | 20      |
| NQ  | 20 | Jacky Ickx         | Wolf Williams-Ford Cosworth | 1'32"74 | NQ      |
| NQ  | 38 | Henri Pescarolo    | Surtees-Ford Cosworth       | 1'32"82 | NQ      |
| NQ  | 37 | Larry Perkins      | Boro-Ford Cosworth          | 1'33"73 | NQ      |
| NQ  | 24 | Harald Ertl        | Hesketh-Ford Cosworth       | 1'33"93 | NQ      |
| NQ  | 35 | Arturo Merzario    | March-Ford Cosworth         | 1'35"17 | NQ      |

## Gara

### Resoconto

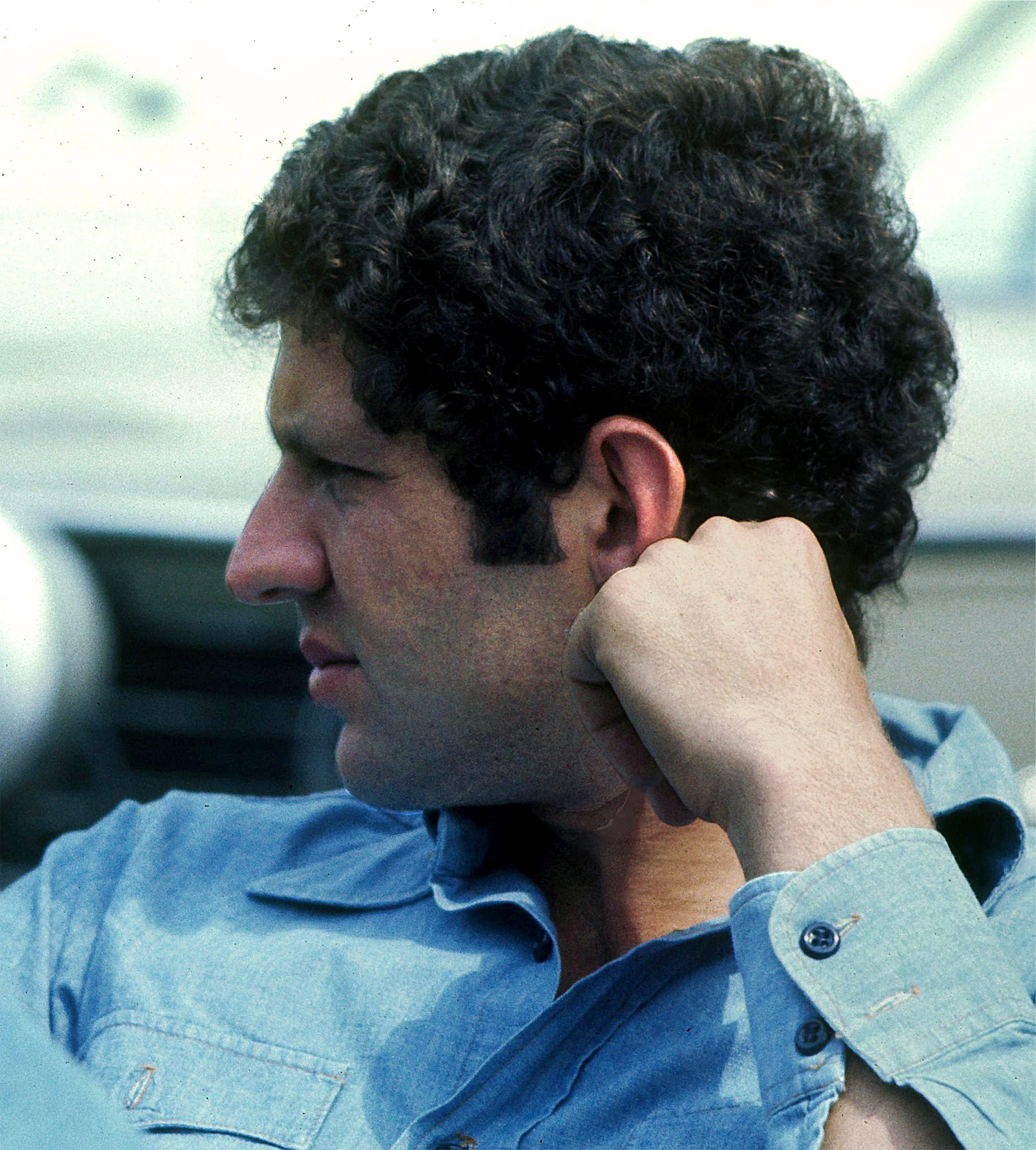
Jody Scheckter, pilota della Tyrrell. A Monaco concluse la sua gara al secondo posto, alle spalle di Niki Lauda.

Niki Lauda mantenne il comando della gara alla partenza, seguito da Ronnie Peterson che aveva scavalcato l'altro ferrarista Clay Regazzoni. Seguivano poi Patrick Depailler, Jody Scheckter, Emerson Fittipaldi e Hans-Joachim Stuck.
In fondo al gruppo ci fu un contatto fra le ultime due vetture qualificate, la Surtees di Jones e la Brabham Alfa di Reutemann, proprio a Santa Devota: ritiro per entrambi i piloti.
Lauda riuscì a seguire un ritmo velocissimo già nelle prime tornate, che gli consentì di distanziare lo svedese della March. Nelle retrovie le posizioni rimasero per lo più congelate, se non per il tentativo di sorpasso, per il nono posto, di Jochen Mass su Vittorio Brambilla all'ottavo giro. James Hunt, che seguiva i due, per evitare il contatto si girò e fu costretto a perdere diverse posizioni.
Al quindicesimo giro Scheckter passò il compagno di scuderia alla Tyrrell Depailler, che scontava dei problemi tecnici sulla sua monoposto. Al giro 24 Stuck attaccò Fittipaldi, senza trovare però lo spazio sufficiente. Ciò agevolò Jacques Laffite che passò il tedesco. Al 26º giro Regazzoni andò lungo alla chicane dopo il tunnel per la presenza di olio sul tracciato: ciò costò al ticinese due posizioni, perse ai danni del duo della Tyrrell. Al giro seguente fu il turno di Ronnie Peterson a perdere il controllo della vettura alla Rascasse: la stessa andò a sbattere contro le protezioni, costringendolo al ritiro.
Al giro 28 Laffite fu capace di passare Emerson Fittipaldi alla Santa Devota, con una bella manovra all'esterno, che gli consentì di agguantare la quinta piazza. Qualche giro dopo il brasiliano venne passato anche da Stuck e, successivamente da Mass. Ora, dopo 40 tornate, la classifica recitava Lauda, davanti a Scheckter, Depailler, Regazzoni, Laffite, Stuck, Mass e Fittipaldi.
Al giro 52 Hans-Joachim Stuck passò Laffite per il quinto posto. Il francese della Ligier era penalizzato da un problema al cambio. Sul circuito iniziò anche a scendere una fine pioggia che però non incise sull'andamento delle prestazioni delle vetture.
Nella parte finale della gara Regazzoni si avvicinò a Depailler, tentando spesso di passarlo. Al 64º giro il ferrarista fu infine capace di prendersi la terza piazza, passando il francese. Regazzoni negli ultimi giri cercò di passare anche Scheckter, ma un errore alla Rascasse al 74º giro lo costrinse al ritiro. Intanto si stava scaldando anche la lotta per il quinto posto tra Stuck (anche lui ora penalizzato da un guasto al cambio) e Laffite. Il francese fu anche lui autore di un errore sempre alla Rascasse che lo costrinse a toccare la vettura del sopraggiungente Mass; ciò lo portò al ritiro.
Alla fine vinse Lauda per l'undicesima volta nel mondiale, davanti al duo della Tyrrell Scheckter-Depailler, Stuck, Mass e Fittipaldi.

### Risultati
I risultati del gran premio sono i seguenti:
| Pos | No | Pilota             | Costruttore                 | Giri | Tempo/Ritiro | Pos.Griglia | Punti |
| --- | -- | ------------------ | --------------------------- | ---- | ------------ | ----------- | ----- |
| 1   | 1  | Niki Lauda         | Ferrari                     | 78   | 1:59'51"47   | 1           | 9     |
| 2   | 3  | Jody Scheckter     | Tyrrell-Ford Cosworth       | 78   | + 11"13      | 5           | 6     |
| 3   | 4  | Patrick Depailler  | Tyrrell-Ford Cosworth       | 78   | + 1'04"84    | 4           | 4     |
| 4   | 34 | Hans-Joachim Stuck | March-Ford Cosworth         | 77   | + 1 Giro     | 6           | 3     |
| 5   | 12 | Jochen Mass        | McLaren-Ford Cosworth       | 77   | + 1 Giro     | 11          | 2     |
| 6   | 30 | Emerson Fittipaldi | Copersucar-Ford Cosworth    | 77   | + 1 Giro     | 7           | 1     |
| 7   | 16 | Tom Pryce          | Shadow-Ford Cosworth        | 77   | + 1 Giro     | 15          |       |
| 8   | 17 | Jean-Pierre Jarier | Shadow-Ford Cosworth        | 76   | + 2 Giri     | 10          |       |
| 9   | 8  | Carlos Pace        | Brabham-Alfa Romeo          | 76   | + 2 Giri     | 13          |       |
| 10  | 28 | John Watson        | Penske-Ford Cosworth        | 76   | + 2 Giri     | 17          |       |
| 11  | 21 | Michel Leclère     | Wolf Williams-Ford Cosworth | 76   | + 2 Giri     | 18          |       |
| 12  | 26 | Jacques Laffite    | Ligier-Matra                | 75   | Incidente    | 8           |       |
| 13  | 22 | Chris Amon         | Ensign-Ford Cosworth        | 74   | + 4 Giri     | 12          |       |
| 14  | 2  | Clay Regazzoni     | Ferrari                     | 73   | Incidente    | 2           |       |
| Rit | 6  | Gunnar Nilsson     | Lotus-Ford Cosworth         | 39   | Motore       | 16          |       |
| Rit | 10 | Ronnie Peterson    | March-Ford Cosworth         | 26   | Incidente    | 3           |       |
| Rit | 11 | James Hunt         | McLaren-Ford Cosworth       | 24   | Motore       | 14          |       |
| Rit | 9  | Vittorio Brambilla | March-Ford Cosworth         | 9    | Sospensione  | 9           |       |
| Rit | 19 | Alan Jones         | Surtees-Ford Cosworth       | 1    | Collisione   | 19          |       |
| Rit | 7  | Carlos Reutemann   | Brabham-Alfa Romeo          | 0    | Incidente    | 20          |       |
| NQ  | 20 | Jacky Ickx         | Wolf Williams-Ford Cosworth |      |              |             |       |
| NQ  | 38 | Henri Pescarolo    | Surtees-Ford Cosworth       |      |              |             |       |
| NQ  | 37 | Larry Perkins      | Boro-Ford Cosworth          |      |              |             |       |
| NQ  | 24 | Harald Ertl        | Hesketh-Ford Cosworth       |      |              |             |       |
| NQ  | 35 | Arturo Merzario    | March-Ford Cosworth         |      |              |             |       |

## Statistiche
Piloti
- 11ª vittoria per Niki Lauda
- 20° pole position per Niki Lauda
- 10° podio per Jody Scheckter

Costruttori
- 63° vittoria per la Ferrari
- 200º Gran Premio per la Lotus

Motori
- 63ª vittoria per il motore Ferrari

Giri al comando
- Niki Lauda (1-78)

## Classifiche

### Piloti
| Pos | Pilota             | Punti |
| --- | ------------------ | ----- |
| 1   | Niki Lauda         | 48    |
| 2   | Clay Regazzoni     | 15    |
| 3   | James Hunt         | 15    |
| 4   | Patrick Depailler  | 14    |
| 5   | Jody Scheckter     | 14    |
| 6   | Jochen Mass        | 10    |
| 7   | Jacques Laffite    | 7     |
| 8   | Hans-Joachim Stuck | 6     |
| 9   | Tom Pryce          | 4     |
| 10  | Gunnar Nilsson     | 4     |
| 11  | Carlos Reutemann   | 3     |
| 12  | John Watson        | 2     |
| 13  | Alan Jones         | 2     |
| 14  | Chris Amon         | 2     |
| 15  | Emerson Fittipaldi | 2     |
| 16  | Carlos Pace        | 1     |
| 17  | Mario Andretti     | 1     |

### Costruttori
| Pos | Costruttore              | Punti |
| --- | ------------------------ | ----- |
| 1   | Ferrari                  | 51    |
| 2   | Tyrrell -Ford Cosworth   | 22    |
| 3   | McLaren-Ford Cosworth    | 21    |
| 4   | Ligier-Matra             | 7     |
| 5   | March-Ford Cosworth      | 6     |
| 6   | Lotus-Ford Cosworth      | 4     |
| 7   | Shadow-Ford Cosworth     | 4     |
| 8   | Brabham-Alfa Romeo       | 3     |
| 9   | Penske-Ford Cosworth     | 2     |
| 10  | Surtees-Ford Cosworth    | 2     |
| 11  | Ensign-Ford Cosworth     | 2     |
| 12  | Copersucar-Ford Cosworth | 2     |
| 13  | Parnelli-Ford Cosworth   | 1     |